# Les Satellites
Pour les articles homonymes, voir Satellite.
Les Satellites sont un groupe de rock alternatif et punk rock français, originaire de Versailles. Il est formé à la fin 1985 et séparé en 1994.
Le groupe retravaille ensemble en 2019-2020.

## Biographie
Le groupe est formé fin 1985, et commence à répéter dans un studio à l'Hôpital éphémère dans le XVIIIe arrondissement. Le groupe est issu de la séparation des groupes Tonton est mort et Abject.
Il donne son premier concert en 1986 au Cithéa à Paris.
Leur premier album, Du grouve et des souris, est publié par Bondage Productions en 1987. Jean-Christophe Menu, ami du groupe, illustrera le livret de l'album. Du grouve et des souris leur permet de partir en tournée dans tous les festivals de rock alternatif du moment. Leur deuxième album, Riches et célèbres (1989), leur permet de passer au Bataclan et à l'Olympia. Pour leur troisième album, intitulé Pied orange, le groupe signe chez Sony. La tournée permet aussi au groupe de jouer dans les prisons. Ce sera le début d'un travail important sur les textes, qui se verra dans leur dernier opus. Leur quatrième album, 4, sort en 1993, il s'ensuit une tournée, et une collaboration avec le groupe Saï-Saï.
Les Satellites se séparent en 1994 après la tournée de leur dernier album. Polo, le chanteur continue une carrière solo et a maintenant composé cinq albums sur le label Atmosphériques, il a écrit notamment Les Hommes libres pour Enrico Macias et La Loi du silence pour Johnny Hallyday. Monsieur Miel continue de jouer de la basse notamment avec les Wampas, sous le nom de Jean-Mi.
Le groupe annonce sa reformation en 2019, avec Polo, le chanteur et guitariste, Jef au trombone, tous deux fondateurs du groupe, ainsi que des nouveaux membres, Anne-Gaëlle Huot (Gaya) à la basse, François Combarieu à la batterie et Alban Legoff aux claviers,. Ils publient une nouvelle version du morceau Les Grandes Familles, beaucoup plus lente et calme que l'originale.
En 2020 ils sortent une compilation composée de titres divers, enregistrés en studio, en concert, et de démos. L'album 4 est édité sous forme vinyle.

## Membres
- Pierre Lamy « Polo » : chant, guitare
- Laurent Lupidi « Roro » : batterie, percussions
- Arnaud Damelincourt « Arno » : guitare
- Jean-Michel Lejoux « Mr. Miel » : basse
- Jérôme Cahours de Virgile « Jeff » : trombone, chœurs
- Sabine Savian « Sabina » : chant, chœurs
- Pierre-Pascal Houdebine « Poulpe » : trompette, chœurs

## Discographie
- 1987 : Du grouve et des souris
- 1989 : Riches et célèbres
- 1990 : Pied orange
- 1993 : 4
- 1993 : Les Satellites capturent Saï-Saï
- 2020 : Rétrofusées